# Röringen
Röringen är en sjö i Bräcke kommun i Jämtland och ingår i Ljungans huvudavrinningsområde. Sjön har en area på 2,78 kvadratkilometer och ligger 277 meter över havet. Sjön avvattnas av vattendraget Lillsjöströmmen.

## Delavrinningsområde
Röringen ingår i det delavrinningsområde (698179-148164) som SMHI kallar för Utloppet av Röringen. Medelhöjden är 335 meter över havet och ytan är 38,54 kvadratkilometer. Räknas de 4 avrinningsområdena uppströms in blir den ackumulerade arean 84,11 kvadratkilometer. Lillsjöströmmen som avvattnar avrinningsområdet har biflödesordning 3, vilket innebär att vattnet flödar genom totalt 3 vattendrag innan det når havet efter 180 kilometer. Avrinningsområdet består mestadels av skog (76 procent). Avrinningsområdet har 3,9 kvadratkilometer vattenytor vilket ger det en sjöprocent på 10,1 procent.